# Pirka
Pirka (Serranus scriba) je vrsta morske ribe iz porodice Serranidae, porodice poznate po tome da su dvospolci. Kod nas ima cijeli niz drugih naziva kao što su: pirak, pjerka, vuk, špijun, burača, pisanica, perka, pjerga, kanj od sike, likovac.

## Opis
Pirka je riba izduženog tijela i glave s vrlo velikim ustima u kojima se nalaze šiljati zubi. Na tijelu ima 5-7 okomitih šara smeđe-ljubičaste boje koje se izmjenjuju sa svijetlo smećkastom pozadinom koja prema trbuhu ide u bjelkastu. Na sredini trbuha ima plavkastu mrlju, a glava je prekrivena nepravilnim crvenkasto-smeđim i crvenim šarama. Pirka je izrazit grabežljivac, a hrani se većinom manjim ribama i rakovima, ali će se zaletiti za svim što joj nalikuje na obrok. Naraste i do 36 cm, ali je većinom manja, iprosječna dužina je oko 25 cm. Maksimalna težina je 35 dag. Živi na dubini od jednog do 150 m, najčešće do 50 m, na svim vrstama terena, obavezno uz neku vrstu zaklona. Skriva se na kamenitim mjestima ili u dnu obraslom algama (najčešće posidonijom), gdje vreba plijen. S gastronomskog gledišta nema veliki značaj. Jestiva je vrsta i ljudi je love, ali uglavnom vrlo malo i privatnim brodicama. Najčešće se sprema pržena ili na brujet. Drži se i kao akvarijska riba.

## Zanimljivost
Pirka je podvodnim ribolovcima vrlo interesantna riba, ne zbog lova na nju, već što je pirka "oznaka" pri lovu hobotnice. Kada se primijeti pirku kako nepomično stoji, fiksirajući neko mjesto, a pogotovo ako to isto radi više njih, tada je gotovo sigurno da se na tom mjestu nalazi hobotnica. Razlog ovom ponašanju može biti u činjenici da su kraci hobotnice prava poslastica za pirku, ali i činjenica da će pirka biti poslastica hobotnici ako nije dovoljno brza. Pirka (kao i kanjac) prati hobotnicu da se domogne otpadaka hobotnicinog plijena.

## Rasprostranjenost
Pirka obitava na istočnom dijelu Atlantika, od Biskajskog zaljeva do Mauritanije, kao i oko Kanara, Azora i Madeire. Rasprostranjena je po cijelom Mediteranu, uključujući i Crno more.

## Poveznice
|  | Zajednički poslužitelj ima još gradiva o temi Pirka |
|  | Wikivrste imaju podatke o taksonu Pirka             |